# Frederick Schmidt
Frederick Schmidt (Londen, 1984) is een Brits acteur die onder andere in films als Mission: Impossible – Fallout (2018) en Angel Has Fallen (2019) speelde.

## Carrière
In het begin van zijn carrière speelde Schmidt voornamelijk in Britse films. In Mission: Impossible – Fallout (2018) speelt hij de rol van Zola, die hij ook zal hernemen in de volgende Mission Impossible-films. In Angel Has Fallen (2019) speelt hij de assistent van Wade Jennings. Hij speelt ook in de tv-serie Supergirl, waarin hij Metallo speelt.

## Filmografie

### Films
| Jaar | Titel                                         | Rol                | Opmerkingen |
| ---- | --------------------------------------------- | ------------------ | ----------- |
| 2013 | Starred Up                                    | Agent Gentry       |             |
| 2014 | Snow In Paradise                              | Dave               |             |
| 2014 | Second Coming                                 | Jason              |             |
| 2016 | Alleycats                                     | Sid                |             |
| 2016 | Brimstone                                     | Sheriff Zeke       |             |
| 2016 | Kaleidoscope                                  | Wesley             |             |
| 2017 | The Marker                                    | Marley Dean Jacobs |             |
| 2018 | Mission: Impossible – Fallout                 | Zola Mitsopolis    |             |
| 2018 | Patient Zero                                  | Joe Cocker         |             |
| 2019 | Angel Has Fallen                              | Travis Cole        |             |
| 2020 | Waiting for Anya                              | Benjamin           |             |
| 2022 | Big Gold Brick                                | Percy              |             |
| 2022 | The Hanging Sun                               | Michael            |             |
| 2023 | Mission: Impossible – Dead Reckoning Part One | Zola Mitsopolis    |             |
| 2024 | The Partisan                                  | Roger              |             |
| 2025 | Mission: Impossible – The Final Reckoning     | Zola Mitsopolis    |             |

### Televisie
| Jaar    | Titel        | Rol                   | Opmerkingen                                              |
| ------- | ------------ | --------------------- | -------------------------------------------------------- |
| 2016–17 | Supergirl    | John Corben / Metallo | Seizoen 2, 3 afleveringen                                |
| 2017    | Taboe        | Achtervolger          | Seizoen 1, aflevering 5                                  |
| 2017    | The Flash    | Metallo-X             | Stem, Seizoen 4, aflevering: "Crisis on Earth-X, Deel 3" |
| 2020    | The Alienist | Goo Goo Knox          | Seizoen 2                                                |